# Wilhelm Hedtmann
Johann Friedrich Wilhelm Hedtmann (* 1841; † 1914) war deutscher Unternehmer und Erfinder.
Hedtmann gründete 1865 eine Textilmaschinenfabrik in Langerfeld (Heute Stadtteil von Wuppertal). 1875/78 war er der Erfinder der ersten Maschine zur Herstellung von Spitzen, die bis dahin handgeklöppelt wurden.
Ab 1886 ließ Hedtmann Stollen in den Hedtberg treiben, um die Trinkwasserversorgung Langerfelds zu verbessern, seitdem hieß er der „Wasserkönig“. Sein Wohnhaus (Haus Hedtmann) ist als Baudenkmal und der nicht mehr betriebene Wasserstollen (Stollenmundloch und Wasserstollen Thielestraße) als Bodendenkmal erhalten.

## Ehrungen
Nach Hedtmann wurde in Wuppertal-Langerfeld die Wilhelm-Hedtmann-Straße benannt.